# Khobar
Al-Khobar (còn viết là Khobar hoặc al-Khubar; tiếng Ả Rập: الخبر) là một thành phố lớn thuộc vùng Đông của Ả Rập Xê Út, trên bờ biển của vịnh Ba Tư. Thành phố có dân số 941.358 người vào năm 2012. Al Khobar, Dammam, và Dhahran là bộ phận của vùng đô thị Dammam, là vùng đô thị lớn thứ ba toàn quốc với tổng cộng 4,1 triệu dân vào năm 2012. Chúng thường được người địa phương gọi là "các thành phố sinh ba", và chỉ cách nhau dưới 15 km.
Nhiều cư dân của Al Khobar làm việc cho Saudi Aramco, đây là công ty dầu mỏ lớn nhất thế giới. Ngoài ra, thành phố còn có nhiều công ty quy mô khu vực và quốc tế. Theo truyền thống, Khobar là thành phố của các tiểu thương và thương gia, và ngày nay thành phố có nhiều khu mua sắm và đại lộ hiện đại với các cửa hàng nhượng quyền quốc tế và các nhà hàng. Thành phố hiện nay có nhiều toà nhà cao tầng, nhiều toà nhà đang được xây dựng.

## Lịch sử
Trong thời gian đầu, Khobar là một cảng nhỏ trên bờ biển vịnh Ba Tư, một làng chài có cư dân chủ yếu là thành viên bộ lạc Al Dossary. Sau khi phát hiện được dầu mỏ trong thập niên 1930, địa phương chuyển đổi thành một trung tâm thương nghiệp và mua sắm và một cảng công nghiệp. Trong thời kỳ hiện đại, cảng lớn của Dammam tiếp nhận hầu hết hoạt động vận tải thủy thương mại cho vùng Đông, và dầu mỏ được xuất khẩu thông qua cảng riêng của Saudi Aramco tại Ras Tanura. Do đó, Khobar chuyển đổi và mở rộng mặt biển dọc vịnh Ba Tư thành một tuyến đường với các công viên, nhà hàng và bãi biển gia đình. Năm 1996, một tổ hợp nhà ở của Không quân Hoa Kỳ mang tên Khobar Towers bị đánh bom, thủ phạm được cho là các chiến binh được Iran giúp đỡ, khiến 19 quân nhân Mỹ và một người địa phương thiệt mạng.

## Giao thông
Khobar và cả vùng đô thị Dammam thuộc phạm vi phục vụ của Sân bay quốc tế Quốc vương Fahd, đây là sân bay có diện tích lớn nhất thế giới và nằm ở phía tây bắc của Dammam, khoảng cách bằng đường bộ từ nhà ga sân bay đến thành phố Khobar là 50 km. Cảng chính của vùng đô thị là Cảng Quốc vương Abdul Aziz, còn gọi là Cảng Dammam. Al Khobar được nối với các tuyến đường cao tốc chính trong vùng như Đường cao tốc Dhahran-Jubail, Dhahran-Dammam và Khobar-Dammam, trong đó tuyến cuối nối trực tiếp Khobar đến Dammam và nối chúng đến sân bay. Al-Khobar có Đường đắp cao Quốc vương Fahd nối giữa Ả Rập Xê Út với đảo quốc Bahrain.

## Giáo dục
Trường học đầu tiên tại Khobar được thành lập vào năm 1942. Ngày nay, Khobar có hơn 100 cơ sở giáo dục công lập và tư thục. Trường Quốc tế Ấn Độ tại Dammam (CBSE) là một trong các trường Ấn Độ lớn nhất thế giới, với hơn 17.000 học sinh. Các quốc gia như Pakistan và Bangladesh cũng vận hành các trường học và chương trình giảng dạy riêng của họ. Al Khobar còn có một số trường học có định hướng Tây phương như các trường quốc tế Philippines, các trường Anh và Mỹ, họ có học sinh từ các cộng đồng ngoại kiều khác nhau.

## Sinh hoạt
Al-Khobar là thành phố có nhiều trung tâm phong cách và khu mua sắm. Thành phố còn có con đường dọc bờ biển (phố Hoàng tử Turki), có một số chuỗi nhà hàng, quán cà phê và cửa hiệu quốc tế và địa phương.
Thành phố có một số trung tâm mua sắm như: khu chợ Alissa, trung tâm Rahmaniah, siêu thị Lulu, trung tâm Al Gosaibi, khu mua sắm Khobar, khu mua sắm Fanar và khu mua sắm Al Rashid. Ngoài ra, còn có một số phố thương nghiệp tại trung tâm, với các cửa hàng địa phương. Al Khobar cũng được hưởng lợi từ vị trí lân cận Dhahran, thành phố này có nhiều khu mua sắm. Bãi biển Trăng khuyết và đường ven biển Khobar là các điểm du lịch tại Khobar. Cư dân từ các quốc gia vùng Vịnh lân cận và Riyadh đến thăm thành phố để trải nghiệm các hoạt động như câu cá, lặn biển và các môn thể thao dưới nước khác.

## Khí hậu
Khobar có khí hậu hoang mạc (phân loại khí hậu Köppen: BWh), với mùa hè rất nóng và ẩm, còn mùa đông khô và mát dịu.
Nhiệt độ trung bình năm của thành phố là 33 °C vào ban ngày và 22 °C vào ban đêm. Tháng lạnh nhất là tháng 1, nhiệt độ thường dao động từ 12 °C đến 22 °C vào ban ngày và từ 3-18 °C vào ban đêm. Nhìn chung, mùa hè kéo dài khoảng bốn tháng, từ tháng 5 đến tháng 10. Hai tháng 4 và 11 là tháng chuyển mùa; nhiệt độ dao động từ 37-50 °C vào ban ngày và 24-36 °C vào ban đêm. Các tháng lạnh nhất là 12, 1 và 2, nhiệt độ trung bình là khoảng 11 °C vào ban ngày và 5 °C vào ban đêm. Dao động lớn về nhiệt độ là điều hiếm gặp, đặc biệt là vào các tháng mùa hè.